# 구실잣밤나무
구실잣밤나무(Castanopsis sieboldii, Itajii Chinkapin 또는 Itajii)는 한반도 남부의 산기슭에 자생하는 상록교목이다.

## 특징
구실잣밤나무는 높이 15m, 지름 1m이다. 껍질은 검은회색이고 잎은 어긋나며 2줄로 배열, 피침형, 긴 타원형, 물결 모양의 톱니가 있다. 광택이 있고, 뒷면에 비늘 모양의 털이 있으며, 연갈색이거나 흰빛이 난다. 꽃은 암수한그루로 수꽃이삭은 햇가지 윗부분의 옆겨드랑이에, 암꽃 이삭은 밑부분의 잎겨드랑이에 달린다. 수꽃은 꽃덮이 5-6장, 수술 15여 개이며 암꽃은 암술대 3개이다. 열매는 견과, 난형, 깍정이는 주머니 모양, 돌기가 있다. 개화기는 6월, 결실기는 다음 해 10월이다. 건축재·신탄재·정원수·조림수 등으로 쓰인다. 열매는 식용하고 껍질은 염료용으로 쓰인다.

## 갤러리

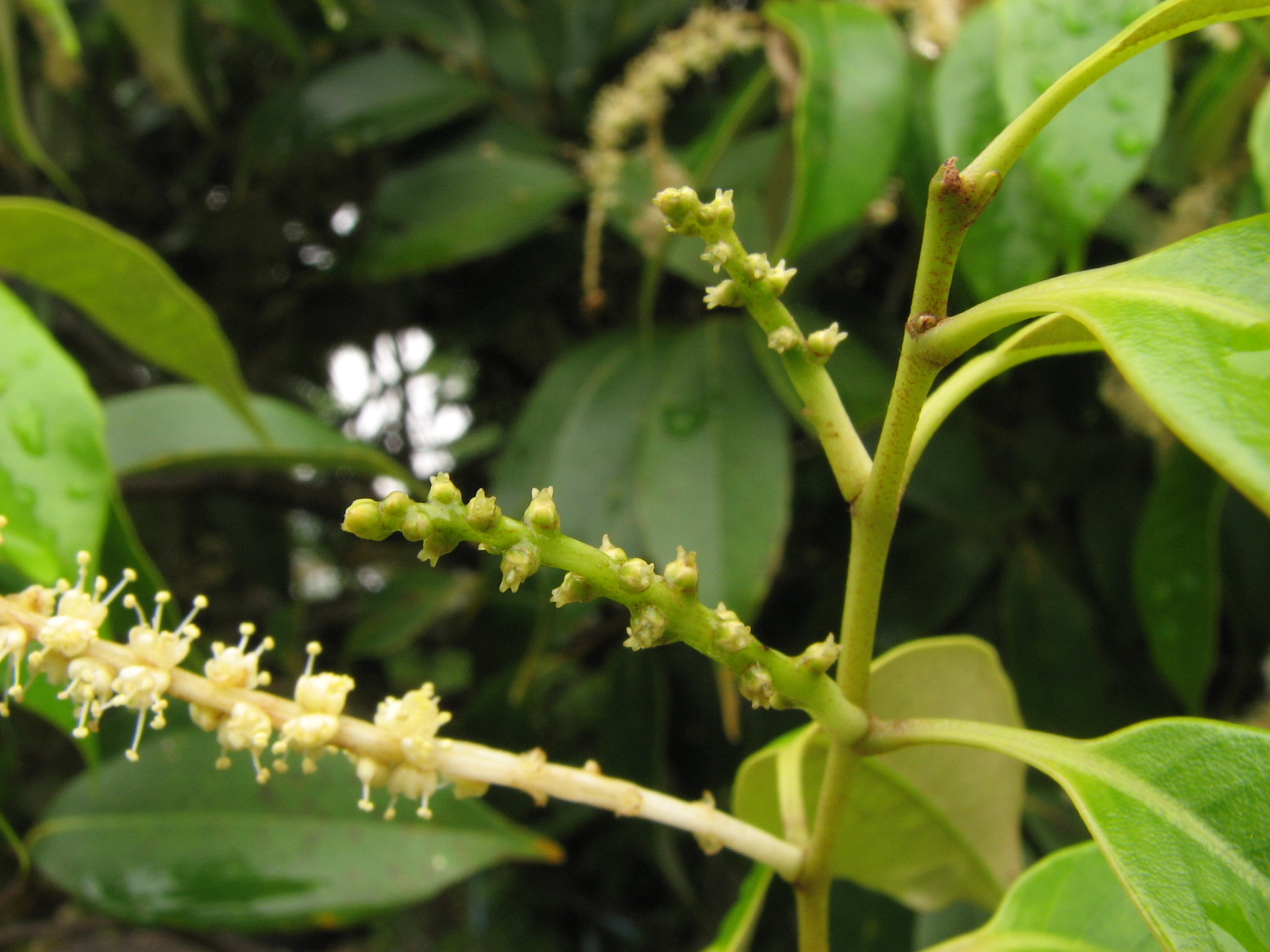
암꽃
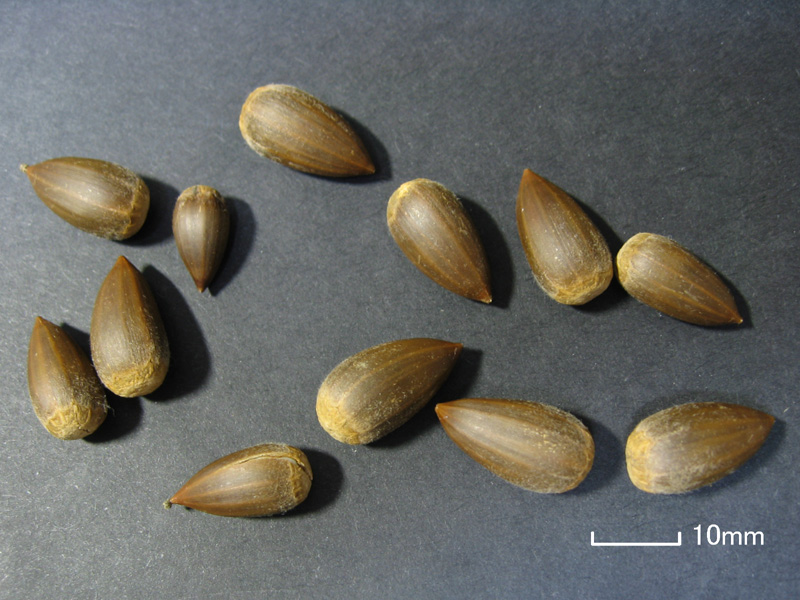
견과류
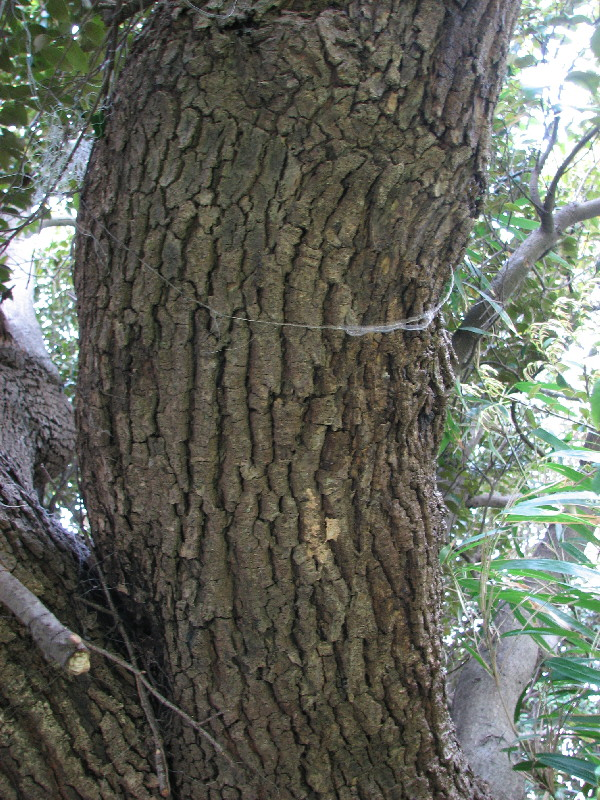
나무껍질

## 같이 보기
- 고흥군 동일면 덕흥리(덕흥리해수욕장 주변) 감탕나무-구실잣밤나무 군락